# Eduard Mosler
Eduard Mosler (* 25. Juli 1873 in Straßburg; † 22. August 1939 in Berlin) war ein deutscher Bankier. Er war zunächst führend bei der Berliner Handels-Gesellschaft und danach bei der Disconto-Gesellschaft tätig. Im Jahr 1929 führte er die Verhandlungen zur Fusion mit der Deutschen Bank und wurde in dieser Vorstandsmitglied. Zwischen 1934 und 1939 war er Vorstandssprecher des Unternehmens.

## Leben
Sein Vater Christian Mosler war geheimer Oberregierungsrat im preußischen Ministerium für Handel und Gewerbe. Seine Mutter Katharina war die Tochter der preußischen Justizministers Heinrich von Friedberg. Er selbst heiratete Else Rhein. Die Ehe blieb kinderlos.
Mosler studierte Rechtswissenschaften in Berlin und Bonn. Er wurde 1897 zum Dr. jur. promoviert. Nach dem Studium trat er zunächst in den preußischen Justizdienst ein. Im Jahr 1902 wechselte er in das Bankgewerbe und wurde Syndikus der Berliner Handels-Gesellschaft. Zwei Jahre später stieg er in die Leitung des Unternehmens auf. Er war dort bis 1910 Geschäftsinhaber. In dieser Zeit wurde er bekannt durch die Auseinandersetzungen mit dem preußischen Staat um die Verstaatlichung der Bergwerksgesellschaft Hibernia AG. Als Vertreter der Berliner Handels-Gesellschaft verhinderte er, dass der Staat in den Besitz der Aktienmehrheit gelangen konnte. Dies geschah erst im Rahmen des Ersten Weltkrieges 1916. 1910 trat der der Gesellschaft der Freunde bei. Im Folgejahr wechselte er von der Berliner Handels-Gesellschaft zur Direktion der Disconto-Gesellschaft. Dort war Mosler wie schon zuvor persönlich haftender Gesellschafter. Ein Schwerpunkt seiner Tätigkeit war das Börsengeschäft.
Bei den Fusionsverhandlungen mit der Deutschen Bank führte er mit Oscar Schlitter von der Deutschen Bank 1929 die Vorverhandlungen. Nach dem Zusammenschluss wurde Mosler Vorstandsmitglied.
Nach dem Beginn der nationalsozialistischen Herrschaft wurden die aus jüdischer Familie stammenden Vorstandssprecher Oscar Wassermann und Georg Solmssen aus dem Amt gedrängt. Als dienstältestes Vorstandsmitglied übernahm Mosler 1934 das Amt des Vorstandssprechers der Deutschen Bank. Persönlich war er wegen jüdischer Vorfahren Angriffen ausgesetzt.
Ihm gelang es, die in Teilen des Nationalsozialismus geäußerte Kritik an den Großbanken abzuwehren. Aber er musste Einschränkungen der Bewegungsfreiheit der Deutschen Bank hinnehmen. In der Zeit des Nationalsozialismus hat Mosler zwar versucht die Privatwirtschaft gegen staatliche Eingriffe zu verteidigen. Aber er ging nie so weit direkt staatliche Maßnahmen zu kritisieren. Er war der Meinung, dass man die Politik ohnehin nur in geringem Maß beeinflussen könne. Im Jahr 1939 war er auch im Aufsichtsrat der IG Farben; seine Funktion wurde 1940 durch Hermann Josef Abs ersetzt.
Im April 1939 wechselte er von der Führung des Vorstandes in den Vorsitz des Aufsichtsrates.
Neben seiner eigentlichen beruflichen Tätigkeit war Mosler auch interessenpolitisch aktiv. Im Jahr 1911 wurde er Vorsitzender der „Stempelvereinigung.“ Aus diesem Verband Berliner Banken und Bankiers machte er eine einflussreiche Organisation der Bankenpolitik. In diesem Zusammenhang spielte er eine wichtige Rolle bei der Vereinheitlichung der Geschäftsbedingungen der Banken im Jahr 1913. Mosler war auch aktiv in der Berliner Handelskammer, im Zentralausschuss der Reichsbank, im Centralverband des Deutschen Bank- und Bankiersgewerbes sowie unter anderem als Aufsichtsratsmitglied der Phönix AG für Braunkohlenverwertung. Zudem wirkte er lange Zeit als Vorsitzender des Börsenvorstandes der Berliner Börse.
Eduard Mosler bewohnte seit 1913 das in seinem Auftrage errichtete Landhaus auf der Berliner Havelinsel Schwanenwerder. Die Evangelische Akademie zu Berlin nutzt es heute als Schulungsstätte.

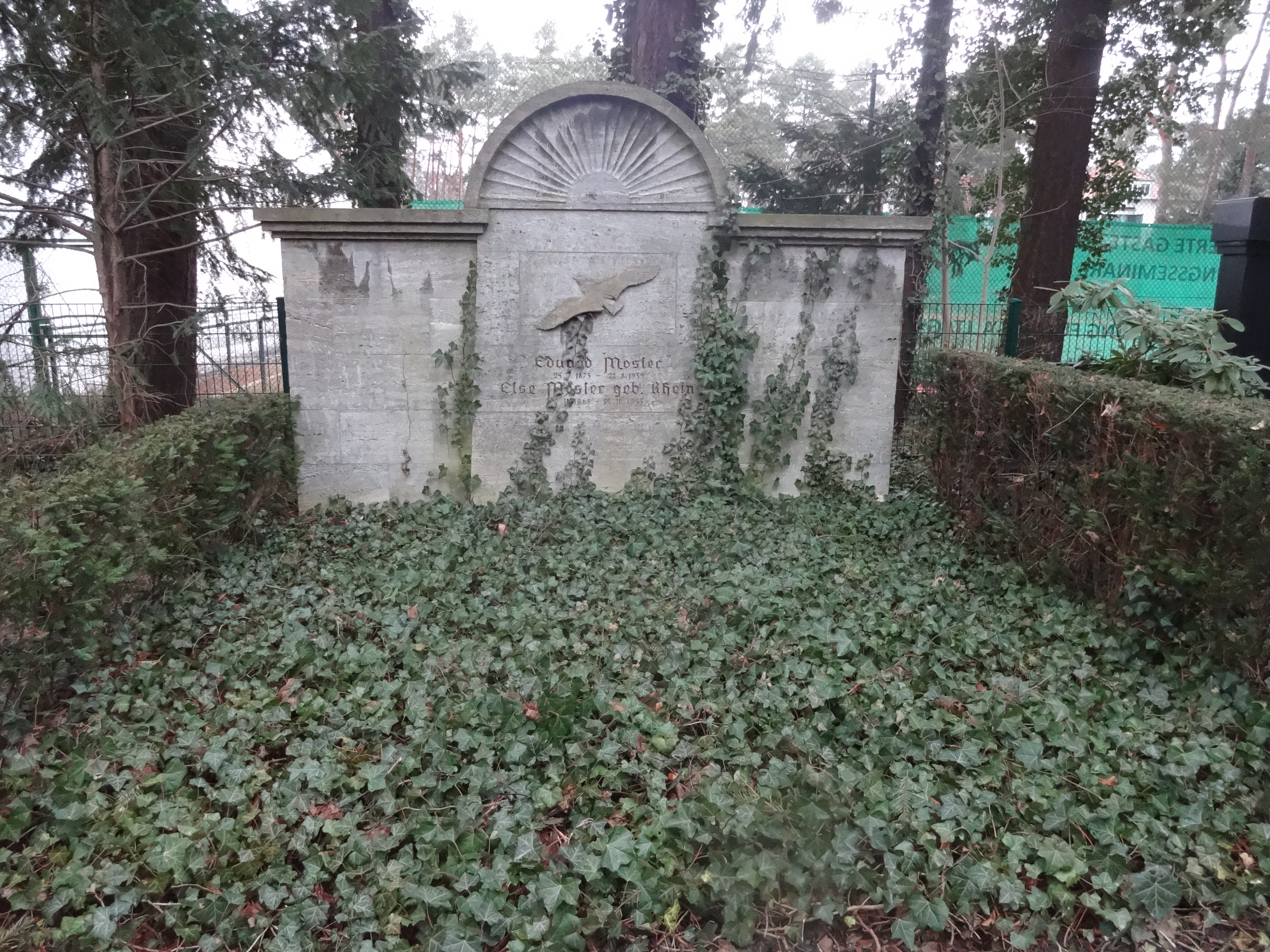
Grabstätte

Er ist auf dem Evangelischen Kirchhof Nikolassee bestattet.